# Expedición inglesa a Portugal (1662-1668)

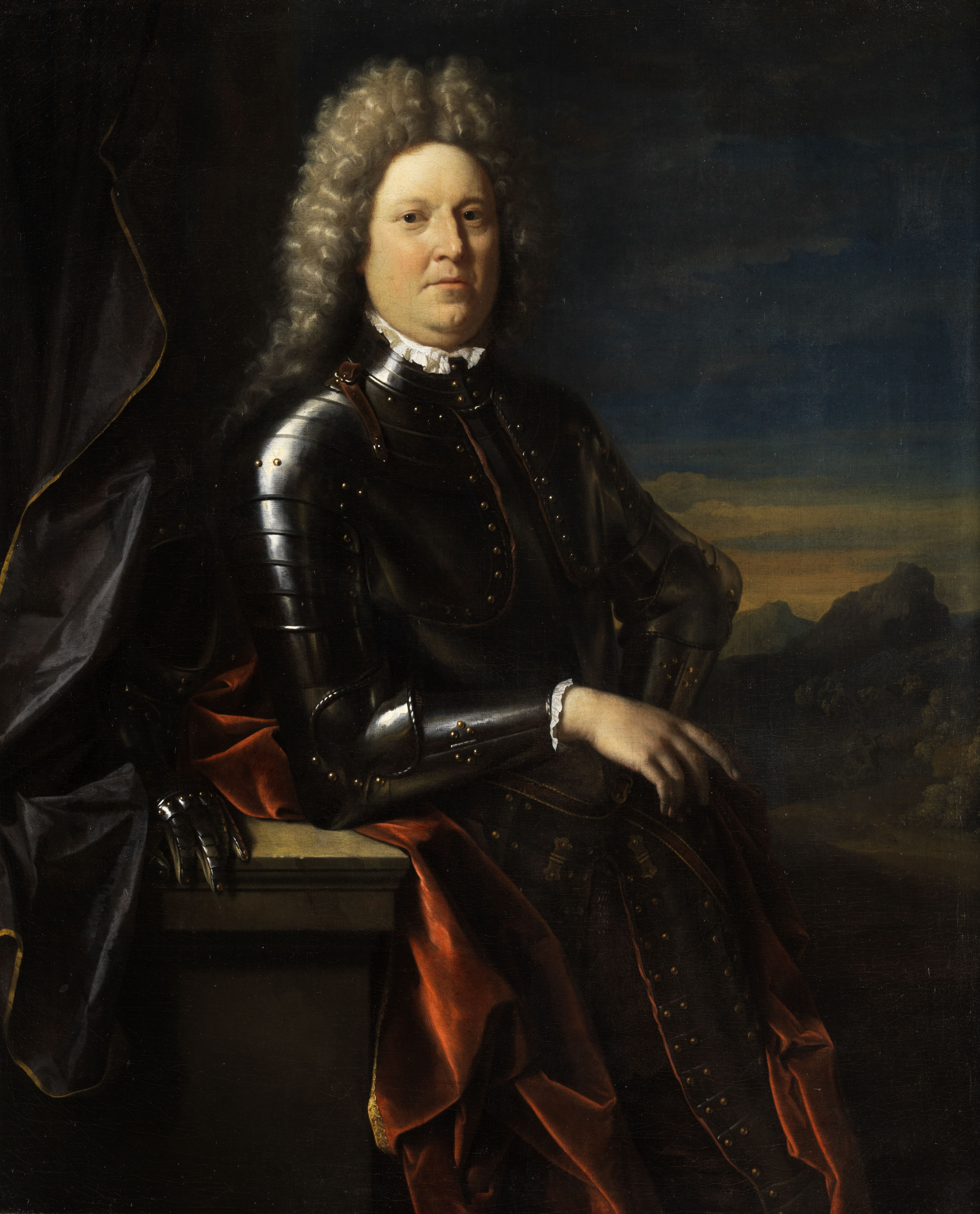
Un retrato de Federico de Schomberg, quien estuvo al mando de la expedición.

La expedición inglesa a Portugal fue la intervención militar de Inglaterra en favor de Portugal a partir de agosto de 1662 en la guerra de Restauración portuguesa, en la que se enfrentaba a la Monarquía hispánica. Los ingleses despacharon una brigada formada en gran parte por veteranos de la guerra de los Ochenta Años y las guerras de los Tres Reinos, que participó en varias batallas y escaramuzas importantes del conflicto y estuvo al mando de Federico de Schomberg. La brigada permaneció en Portugal hasta el final del conflicto en 1668, cuando fue disuelta. La brigada tuvo un papel decisivo en la victoria portuguesa en la contienda.

## Antecedentes
La guerra entre Portugal y la Monarquía hispánica había comenzado con el levantamiento aristocrático de diciembre de 1640 que había originado la ruptura de la Unión Ibérica surgida en 1580. Después de la paz de los Pirineos en 1659, la independencia de Portugal se vio amenazada por el fortalecimiento de los Habsburgo españoles, por lo que Portugal pidió apoyo externo. Recurrió a su antiguo aliado, Inglaterra, si bien la restauración de Carlos II en el trono supuso en principio un contratiempo, pues este había firmado un tratado con los Habsburgo —el Tratado de Bruselas— después de que la República de Oliver Cromwell entrase en  guerra con España. El embajador portugués estaba negociando el reclutamiento de doce mil soldados ingleses cuando la restauración monárquica detuvo brevemente las conversaciones. Sin embargo, Carlos anuló inmediatamente el tratado con el monarca español, alegando que el rey Felipe IV de España no había colaborado en su restauración, y accedió a la petición de auxilio de Portugal. Su matrimonio con Catalina de Braganza fue el símbolo de la reanudación de la alianza entre Inglaterra y Portugal, que no pudieron impedir las protestas españolas. El tratado se firmó en junio de 1661, merced fundamentalmente a las concesiones comerciales portuguesas. Como parte del tratado angloluso, se formó una brigada para prestar servicio en Portugal en 1662, que debía coadyuvar a conseguir la independencia.} La decisión de enviar tropas a Portugal surgió tanto de la necesidad de encontrar empleo para los veteranos cromwellianos y realistas de la guerra civil inglesa como de la necesidad del ejército portugués de veteranos en su lucha contra Felipe IV.
La infantería se formó a partir de tres regimientos del Nuevo Ejército Modelo destacados en Escocia que aún no se habían disuelto. La caballería se nutrió de voluntarios, la mayoría provenientes de la guarnición de Dunkerque, que había luchado allí contra los españoles en 1658.} El Parlamento de Inglaterra debía reunir, pagar y equipar a la brigada que, una vez llegase a Portugal, pasaría a ser sostenida por la Corona portuguesa. La mayoría de los soldados eran antiguos partidarios del Parlamento, pero también había muchos soldados realistas, fundamentalmente católicos irlandeses y escoceses. Fueron organizados y adiestrados por Thomas Morgan, veterano soldado galés que había combatido en Flandes y en la guerra civil. La brigada se organizó en dos regimientos de infantería, cada uno de mil hombres, y otro de caballería, con algo menos de esa cifra: unos tres mil en total. El contingente reclutado en Escocia se reunió entre mayo y junio de 1662 y arribó a Lisboa el día 27 de este último mes. La caballería se reclutó de las tropas destinadas en Flandes, tanto realistas irlandeses como antiguos partidarios del Parlamento destacados en Dunquerke y en Inglaterra. Los provenientes de Flandes, tras varias peripecias, llegaron a Lagos y Faro.

## Portugal y la Monarquía hispánica
Una vez en Portugal, las tropas inglesas entraron inmediatamente en acción, pero en los primeros meses de despliegue surgieron dificultades debido a la hostilidad de muchos oficiales portugueses a su presencia. Las relaciones entre la población civil y los soldados británicos eran malas y se produjeron asesinatos de civiles y soldados. Por añadidura, los soldados recibían sus pagas con retraso, lo que empeoraba la situación. El disgusto y las ofertas del enemigo hicieron que se produjesen deserciones al bando contrario en noviembre de 1662 y marzo de 1663.
Los portugueses trataban a los ingleses con desprecio, sobre todo por su fe protestante. Sin embargo, pronto reconocieron que los ingleses eran las tropas más fiables con las que contaban y las más temidas por el enemigo.
Las enfermedades, empero, aquejaron a la brigada y le causaron abundantes bajas, que rara vez se cubrieron con nuevos reclutas británicos.
Los soldados ingleses vestían jubones rojos, color que los distinguía desde la época isabelina, y que se había vuelto predominante entre las unidades en la década de 1660; su uso había ido creciendo paulatinamente desde la creación del Nuevo Ejército Modelo en 1645. Los regimientos se identificaban normalmente por un número y no por el nombre del coronel que los mandaba, que era lo normal por entonces. El primer coronel fue Murrough O'Brien, primer conde de Inchiquin, quien también mandó la brigada al principio. En 1662 lo sustituyó en el mando Federico de Schomberg, que marchó a Lisboa en 1663 en calidad de consejero militar, con la aprobación secreta de Carlos II. Luis XIV privó a Schomberg de sus oficiales franceses para no infringir el tratado que acababa de firmar con España, pero le permitió acudir a la península con seiscientos voluntarios. El mando efectivo en campaña, sin embargo, correspondió a Michael Dongan, luego a Lawrence Dempsey y finalmente al hijo de Federico, Meinhardt Schomberg. El primer regimiento lo mandó Henry Pearson, mientras que el segundo estuvo a cargo de James Apsley, que ostentó el grado de coronel y Francis Moore, coronel interino. En 1665, el mando del segundo regimiento pasó a William Sheldon.
La llegada de Schomberg mejoró notablemente la situación de la brigada británica. La amenaza de Carlos II de retirar las tropas si los portugueses no mejoraban su financiación también surtió cierto efecto, si bien los soldados nunca llegaron a recibir sus pagas a tiempo y de manera regular.
En la primavera de 1663, un ejército español al mando de Juan de Austria, hijo de Felipe IV de España, había invadido la mayor parte del sur de Portugal y tomado la importante ciudad de Évora el 22 de mayo, tras apenas nueve días de asedio, pese a que la ciudad contaba con una guarnición copiosa. Esto le permitía en principio marchar contra Lisboa, sita 135 kilómetros al oeste de Ébora. Para evitar esta eventualidad, la brigada marchó junto con otras unidades del ejército portugués al mando de Sancho Manuel de Vilhena. El primer choque entre los dos bandos se libró cerca de Degebe en junio; los portugueses impidieron al enemigo cruzar el río. A continuación, los dos ejércitos combatieron a las afueras de Évora, en la batalla de Ameixial; los portugueses obtuvieron una rápida victoria en la que arrebataron el estandarte de Juan de Austria y casi aniquilaron al escuadrón del jefe militar español. El trofeo fue entregado al rey Alfonso VI de Portugal. Las bajas españolas fueron muy elevadas, los portugueses se apoderaron de toda la artillería y la impedimenta y el ejército habsburgo hubo de replegarse a Badajoz, en Extremadura. La guarnición española de Évora, formada por casi tres mil setecientos soldados, fue sitiada; capituló el 24 de junio ante la falta de socorro; la brigada inglesa no sufrió una sola baja en el cerco. Las tropas británicas tuvieron un papel destacado tanto en la victoria de Ameixial como en la reconquista de Évora.
Las bajas de la infantería en la campaña de 1663 fueron escasas, a diferencia de las de la caballería, cuyos restos se integraron en la caballería francesa al servicio de Portugal. La negativa portuguesa a aceptar reemplazos irlandeses, considerados simpatizantes del enemigo, y la mala fama que el servir en Portugal tenía en Inglaterra, complicaron el envío de nuevos reclutas para aumentar el tamaño de la brigada, que a final de año contaba con unos mil quinientos hombres. Finalmente se pudieron enviar unos quinientos cincuenta hombres entre junio y julio de 1664.

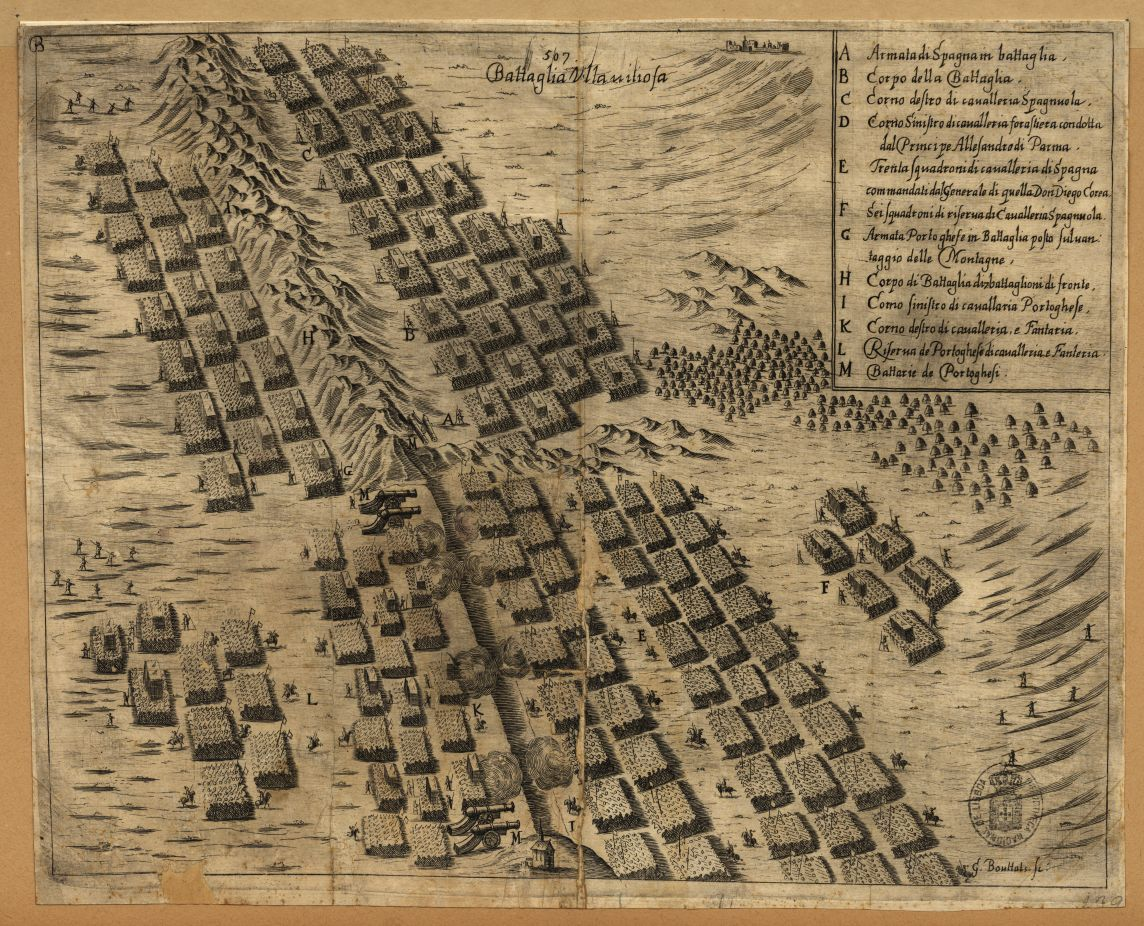
Grabado de la batalla de Villaviciosa (o de Montes Claros) de 1665: la brigada inglesa fue crucial para la victoria.

Hubo nuevas disputas entre el mando de la brigada y el alto mando portugués acerca de la entrega de suministros para los hombres, que no impidieron que la brigada participase en la siguiente campaña de la guerra. El 10 de junio de 1664, comenzó el asedio de Valencia de Alcántara y quince días después los sitiadores lograron abrir una brecha en las defensas; los ingleses llevaron la peor parte de los combates al encabezar el asalto principal; sufrieron numerosas bajas, pero obligaron a la guarnición española a rendirse. Los portugueses admitieron su error al haber desconfiado de las tropas inglesas y colmaron de elogios a Schomberg y a sus hombres. El conde de Castelo Melhor afirmó poco después de la rendición de Valencia de Alcántara que habían excedido las expectativas y que los consideraba soldados sin igual en el mundo.
La brigada desempeñó un papel crucial en la victoria del 17 de junio de 1665 en la batalla de Villaviciosa. Los portugueses al mando de António Luís de Meneses, primer marqués de Marialva, colocaron su infantería más pesada, entre la que se encontraba la brigada inglesa de Schomberg, en dos líneas en la zona más vulnerable del orden de batalla, con apoyo de la artillería. Durante la batalla, Schomberg perdió el caballo, muerto de un disparo enemigo, y estuvo a punto de ser apresado, pero la fogueada brigada pudo romper las defensas enemigas y coadyuvar en la victoria sobre los españoles de Luis de Benavides Carrillo, marqués de Caracena.
La victoria portuguesa puso fin a los intentos de invasión enemigos, pero la guerra continuó. Durante los dos años siguientes, Schomberg y la mermada brigada inglesa participaron en diversas incursiones allende la frontera. En noviembre se apoderaron de la fortaleza de La Guardia, saquearon Alburquerque y asaltaron Tuy. En el transcurso del año siguiente hubo pocos combates; Francia firmó un tratado de alianza con los portugueses en marzo de 1667, pero no llegó a declarar la guerra a España. Para entonces el contingente inglés estaba muy mermado.
El golpe palaciego que desterró al rey Alfonso VI propició un alto el fuego en septiembre de 1667. Castelo Melhor fue destituido y se exilió en Inglaterra, donde fue consejero del rey Carlos II.

## Consecuencias
Inglaterra y España habían firmado un tratado en Madrid en mayo de 1667; en él Inglaterra se avino a mediar entre Portugal y la Monarquía hispánica para que ambas accediesen a firmar la paz o, en su defecto, una tregua de treinta años.
En 1668, desesperada por reducir sus compromisos militares casi a cualquier precio, la Corte madrileña aceptó la pérdida de la Corona portuguesa y reconoció formalmente la soberanía de la Casa de Braganza en el Tratado de Lisboa, en cuya negociación medió en efecto Inglaterra.
Al concluir la guerra, la brigada se disolvió formalmente, si bien permanecieron en Portugal unos mil soldados de los tres mil quinientos que la habían compuesto hasta entonces. El resto regresó a las islas británicas para buscar nuevo empleo en Inglaterra o en el extranjero, si bien la situación no les era favorable.
Aproximadamente la mitad de los hombres, unos cuatrocientos, fueron incorporados a la guarnición de Tánger y al resto se los despachó a Inglaterra. Algunos permanecieron en Portugal tras haberse desposado con portuguesas o buscaron empleos civiles en el reino nuevamente independiente.